# Karl Longin Zeller
Karl Longin Zeller (Šiauliai, Lituânia, 28 de dezembro de 1924 — Tübingen, 20 de julho de 2006) foi um matemático alemão.